# هوغو شيم أدلر
هوغو شيم أدلر هو ملحن بلجيكي، ولد في 17 يناير 1894 في أنتويرب في بلجيكا، وتوفي في 26 ديسمبر 1955 في ورسستر في الولايات المتحدة.

## وصلات خارجية
- هوغو شيم أدلر على موقع ميوزك برينز (الإنجليزية)